# Aknadach
Aknadach je hra pro počítače Sinclair ZX Spectrum a kompatibilní (například Didaktik). Jedná se o hru českého původu, autorem je Ondřej Mihula, který ji napsal pod přezdívkou CID v roce 1990. Vydavatelem hry byla společnost Proxima - Software v. o. s., hra byla vydána v roce 1991 jako součást souboru her Bad Dream.
Úkolem hráče je zapamatovat si rozložení 18 obrázků na hrací ploše. Počítač se pak dotazuje, na které pozici je karta s daným obrázkem nebo co je na obrázku na dané pozici. Hráč si může nastavit stupeň obtížnosti hry. Hra obsahuje i výukový režim, kdy je hráči vysvětleno, jak se který obrázek nazývá.